# Olivia Rossetti Agresti
Olivia Rossetti Agresti (Londres, 30 de septiembre de 1875-6 de noviembre de 1960) fue una activista, autora, editora e intérprete británica. Era miembro de una de las familias artísticas y literarias más prominentes de Inglaterra. Su poco convencional trayectoria política comenzó con el anarquismo, continuó con la Liga de las Naciones y terminó con el fascismo italiano. Su participación con este último condujo a una importante correspondencia y amistad con Ezra Pound, quien la menciona dos veces en sus Cantos. 

## Anarquismo
Olivia Rossetti Agresti nació en Londres. Su padre, William Michael Rossetti, fue uno de los siete miembros fundadores de la Hermandad Prerrafaelita y era el editor de su revista literaria The Germ (El germen). Era nieta de Gabriele Rossetti y Ford Madox Brown, sobrina de Maria Francesca Rossetti, Dante Gabriel Rossetti y Christina Rossetti, además de prima hermana de Ford Madox Ford. 
Durante su infancia, Olivia y su hermana, la futura Helen Rossetti Angeli (1879-1969), comenzaron a publicar un diario anarquista, The Torch (La antorcha), en el sótano de la casa de su familia. A pesar de su juventud, este trabajo se convirtió en el núcleo de un destacado salón anarquista, en el que participaban Piotr Kropotkin y Sergei Kravchinski, y sus publicaciones incluyeron el folleto Why I Am an Anarchist (Por qué soy una anarquista), de George Bernard Shaw. Años más tarde, mediante el seudónimo "Isabel Meredith", Olivia y Helen publicaron A Girl Among the Anarchists (Una muchacha entre los anarquistas), una memoria novelizada de sus días como precoces niñas revolucionarias. Estas aventuras también fueron narradas por su primo Ford Madox Ford en sus memorias de 1931, en la obra Return to yesterday (Regreso al ayer).
Una consecuencia permanente de esta actividad política fue el matrimonio de Olivia en 1897 con el anarquista y periodista italiano Antonio Agresti (1866-1926), que la llevó a emigrar de Inglaterra a Italia. Olivia debía permanecer allí el resto de su vida y, finalmente, se convirtió en una ciudadana italiana. Durante sus primeros años en Italia continuó trabajando en actividades literarias relacionadas con su activismo político, incluida una biografía del pintor y revolucionario italiano Giovanni Costa.

## Internacionalismo
La segunda etapa de la carrera de Agresti comenzó en 1904, cuando conoció al reformador agrícola estadounidense David Lubin. Era un antiguo magnate de los grandes almacenes y pedidos por correo de Sacramento, y estaba en Roma buscando un patrocinador nacional para su idea de una cámara de compensaciones internacional para estadísticas agrícolas. Incapaz de hablar italiano, Lubin contrató a Agresti como su intérprete, y así comenzó una estrecha colaboración entre los dos que continuó hasta la muerte de Lubin. 
Con la ayuda de Agresti, los esfuerzos de Lubin en Italia hicieron historia. Después de obtener inesperadamente el apoyo del rey de Italia, Victor Emmanuel III, la visión de Lubin se hizo realidad con la fundación del Instituto Internacional de Agricultura en 1905, con sede en Roma. La primera organización internacional moderna, fue aclamada como una importante predecesora del gobierno mundial por celebridades como HG Wells y Louis Brandeis. Agresti incluye muestras de la correspondencia de Lubin con Wells y Brandeis en su biografía de 1922 David Lubin: A Study in Practical Idealism (David Lubin: Un estudio en idealismo práctico). 
Tras la muerte de Lubin en 1919, Agresti emprendió una campaña pública para una estrecha cooperación entre el Instituto Internacional de Agricultura y la emergente Liga de las Naciones, que pronto la empleó como miembro del personal de la delegación de Italia. Ella continuó como intérprete del personal para la Liga en Ginebra desde 1922 hasta 1930. Su último trabajo como intérprete profesional se dio en 1945 cuando, a pedido personal del primer ministro de Italia, Alcide De Gasperi, lo acompañó a Londres para las reuniones del Consejo de Ministros de Relaciones Exteriores. Según sus memorias inéditas, las reuniones en las que interpretó Agresti, incluyeron a Ernest Bevin y Vyacheslav Molotov.

## Fascismo
Por el año 1921, las primeras inclinaciones anarquistas de Agresti, aún más alejadas por años de exposición a las teorías de Lubin sobre la organización cooperativa de la sociedad, la habían transformado en una entusiasta partidaria del corporativismo y, en consecuencia, de la reorganización corporativista de la economía italiana de Benito Mussolini. De 1921 a 1943, editó el boletín informativo de la Associazione fra le Società per Azioni, un grupo que luego se alió estrechamente con los fascistas, y en 1938 fue coautora del trabajo teórico The Organization of the Arts and Professions in the Fascist Guild State (La organización de las artes y profesiones en el estado gremial fascista) con el periodista y fascista Mario Missiroli. 
En 1937, la dirección de publicaciones económicas de Agresti la puso en contacto profesional con Ezra Pound, entonces residiendo en Italia y escribiendo artículos en italiano sobre temas económicos. Así comenzó una larga correspondencia entre los dos que duró hasta 1959, un año antes de la muerte de Agresti. Agresti no era consciente de la fama de Pound como poeta, y Pound desconocía los lazos familiares de Agresti con Dante Gabriel Rossetti y Ford Madox Ford, dos de las influencias más importantes en su poesía, hasta años después de la correspondencia. Partes de esta correspondencia fueron editadas y publicadas en 1998 por la Prensa de la Universidad de Illinois.  
Agresti se convirtió prácticamente en miembro de la familia lejana de Pound a medida que avanzaban los años, y ella y sus dos hijas adoptivas italianas eran invitadas frecuentes en el Castillo de Brunnenburg. Participó activamente durante años en la campaña internacional para liberar a Pound de su encarcelamiento involuntario en un manicomio por parte del gobierno de los Estados Unidos, y Pound a su vez trató de ayudarla, ya sufriendo una empobrecida vejez, buscando un editor para sus memorias. Pound hace referencia a Agresti dos veces en sus Cantos. 

## Obras selectas
- 1903. A Girl Among the Anarchists (Una muchacha entre los anarquistas) (en coautoría con su hermana Helen bajo el seudónimo "Isabel Meredith"). Londres: Duckworth Press. edición Internet Archive
- 1904. Giovanni Costa: His Life, Work, and Times. Londres: Grant Richards. (Giovanni Costa: vida, obra y época)
- 1920. "LEAGUE OF AGRICULTURE; How Institute David Lubin Founded Will Supplement Greater League of, New York Times, 23 de mayo, página XX16. (LIGA DE LA AGRICULTURA: Cómo el fundado Instituto David Lubin complementará a la Gran Liga de las Naciones)
- 1922. David Lubin: Un estudio en idealismo práctico. Boston: Little, Brown and Company. 2a edición, Berkeley y Los Ángeles: University of California Press, 1941.
- 1938. The Organization of the Arts and Professions in the Fascist Guild State, (en coautoría con Mario Missiroli. Roma: Laboremus). (La Organización de las Artes y Profesiones en el Estado del Gremio Fascista).